# Copa de España de fútbol sala femenino 2008
La Copa de España de Fútbol Sala Femenino de 2008 tuvo lugar entre el 1 de febrero y el 3 de febrero en Pinto (Comunidad de Madrid). Es la decimocuarta edición de este campeonato español.
El sorteo se realizó por sorteo puro, con cruces directos entre dos bombos. En el primero de ellos se encontraban los cabezas de serie, cuatro primeros clasificados al término de la primera vuelta, Femesala Elche, Encofra Navalcarnero, Tecnocasa Móstoles y FSF UCAM Murcia, mientras que Cajasur Córdoba, Ponte Ourense, Valladolid FS y Pinto FS estaban presentes en el segundo bombo.
El Encofra Navalcarnero se proclamó campeón por segunda vez de manera consecutiva al vencer al Femesala Elche por 2-1.

## Equipos participantes
| Encofra Navalcarnero | P. Millenium Pinto FS | Tecnocasa Móstoles | Cajasur Deportivo Córdoba | Ponte Ourense SAD | Valladolid FSF | Femesala Elche | FSF UCAM Murcia |
| -------------------- | --------------------- | ------------------ | ------------------------- | ----------------- | -------------- | -------------- | --------------- |

## Organización

### Sede
El torneo se disputó en la ciudad de Pinto, en el Pabellón Príncipes de Asturias de Pinto.

## Resultados

### Cuadro final
|  | Cuartos de final          | Cuartos de final     |                    |                      | Semifinales          | Semifinales          |  |                      | Final                | Final                |  |
|  | 1 de febrero de 2008      | 1 de febrero de 2008 |                    |                      | 2 de febrero de 2008 | 2 de febrero de 2008 |  |                      | 3 de febrero de 2008 | 3 de febrero de 2008 |  |
|  |                           |                      |                    |                      |                      |                      |  |                      |                      |                      |  |
|  |                           |                      |                    |                      |                      |                      |  |                      |                      |                      |  |
|  | Encofra Navalcarnero      | 6                    |                    |                      |                      |                      |  |                      |                      |                      |  |
|  | Encofra Navalcarnero      | 6                    |                    |                      |                      |                      |  |                      |                      |                      |  |
|  | Cajasur Deportivo Córdoba | 1                    |                    |                      |                      |                      |  |                      |                      |                      |  |
|  | Cajasur Deportivo Córdoba | 1                    |                    | Encofra Navalcarnero | 4                    |                      |  |                      |                      |                      |  |
|  |                           |                      |                    | Encofra Navalcarnero | 4                    |                      |  |                      |                      |                      |  |
|  |                           |                      | Ponte Ourense      | 1                    |                      |                      |  |                      |                      |                      |  |
|  | FSF UCAM Murcia           | 4                    | Ponte Ourense      | 1                    |                      |                      |  |                      |                      |                      |  |
|  | FSF UCAM Murcia           | 4                    |                    |                      |                      |                      |  |                      |                      |                      |  |
|  | Ponte Ourense             | 5                    |                    |                      |                      |                      |  |                      |                      |                      |  |
|  | Ponte Ourense             | 5                    |                    |                      |                      |                      |  | Encofra Navalcarnero | 2                    |                      |  |
|  |                           |                      |                    |                      |                      |                      |  | Encofra Navalcarnero | 2                    |                      |  |
|  |                           |                      | Femesala Elche     | 1                    |                      |                      |  |                      |                      |                      |  |
|  | Femesala Elche            | 2                    | Femesala Elche     | 1                    |                      |                      |  |                      |                      |                      |  |
|  | Femesala Elche            | 2                    |                    |                      |                      |                      |  |                      |                      |                      |  |
|  | Valladolid FSF            | 1                    |                    |                      |                      |                      |  |                      |                      |                      |  |
|  | Valladolid FSF            | 1                    |                    | Femesala Elche       | 6                    |                      |  |                      |                      |                      |  |
|  |                           |                      |                    | Femesala Elche       | 6                    |                      |  |                      |                      |                      |  |
|  |                           |                      | Tecnocasa Móstoles | 3                    |                      |                      |  |                      |                      |                      |  |
|  | Tecnocasa Móstoles        | 4                    | Tecnocasa Móstoles | 3                    |                      |                      |  |                      |                      |                      |  |
|  | Tecnocasa Móstoles        | 4                    |                    |                      |                      |                      |  |                      |                      |                      |  |
|  | P. Millenium Pinto FS     | 3                    |                    |                      |                      |                      |  |                      |                      |                      |  |
|  | P. Millenium Pinto FS     | 3                    |                    |                      |                      |                      |  |                      |                      |                      |  |
|  |                           |                      |                    |                      |                      |                      |  |                      |                      |                      |  |

### Cuartos de final

#### Encofra Navalcarnero - Cajasur Córdoba
| 1 de febrero de 2008, 10:00 (UTC+1) | Encofra Navalcarnero                                                  | 6:1 (2:1) | Cajasur Deportivo Córdoba | Príncipes de Asturias, Pinto                            |                                                         |
|                                     | Anita Luján 5' 33' · Patri Chamorro 20' 40' · Laura Fernández 30' 37' | Reporte   | Ampi 4'                   | Asistencia: 300 espectadores Árbitro(s): Santos Manzano | Asistencia: 300 espectadores Árbitro(s): Santos Manzano |

#### UCAM Murcia - Ponte Ourense
| 1 de febrero de 2008, 12:15 (UTC+1) | FSF UCAM Murcia                                           | 4:5 (0:3) | Ponte Ourense                                 | Príncipes de Asturias, Pinto                                            |                                                                         |
|                                     | María Otero 28' · Ana Hurtado 33' 38' · Irene Hurtado 39' | Reporte   | Andrea Feijoó 3' 19' · Bea Seijas 14' 21' 23' | Asistencia: 300 espectadores Árbitro(s): Gutiérrez Contreras Abel López | Asistencia: 300 espectadores Árbitro(s): Gutiérrez Contreras Abel López |

#### Femesala Elche - Valladolid
| 1 de febrero de 2008, 17:00 (UTC+1) | Femesala Elche                        | 2:1 (0:1) | Valladolid FSF | Príncipes de Asturias, Pinto                                       |                                                                    |
|                                     | Susana Sánchez 35' · Patri Jornet 39' | Reporte   | Kelly 17'      | Asistencia: 300 espectadores Árbitro(s): Pesquera Rojo Luna Aguado | Asistencia: 300 espectadores Árbitro(s): Pesquera Rojo Luna Aguado |

#### Móstoles - Pinto
| 1 de febrero de 2008, 19:30 (UTC+1) | Tecnocasa Móstoles                                   | 4:3 (3:3) (t. s.) | P. Millenium Pinto FS           | Príncipes de Asturias, Pinto                                       |                                                                    |
|                                     | Azumi 11' · Patri Manzano 17' · Peque 36' · Inma 47' | Reporte           | Natalia Flores 24' · Begoña 30' | Asistencia: 400 espectadores Árbitro(s): Lope Díaz Vázquez Redondo | Asistencia: 400 espectadores Árbitro(s): Lope Díaz Vázquez Redondo |

### Semifinales

#### Encofra Navalcarnero - Ponte Ourense
| 2 de febrero de 2008, 17:00 (UTC+1) | Encofra Navalcarnero                                     | 4:1 (1:1) (t. s.) | Ponte Ourense | Príncipes de Asturias, Pinto                                         |                                                                      |
|                                     | Leti 23' · Patri Chamorro 42' · Silvia Fernández 48' 50' | Reporte           | Dolo 32'      | Asistencia: 350 espectadores Árbitro(s): Jesús Alonso Javier Velasco | Asistencia: 350 espectadores Árbitro(s): Jesús Alonso Javier Velasco |

#### Femesala Elche - Móstoles
| 2 de febrero de 2008, 19:15 (UTC+1) | Femesala Elche Ocio Azul                                      | 6:3 (3:3) (t. s.) | Tecnocasa Móstoles                       | Príncipes de Asturias, Pinto                                      |                                                                   |
|                                     | Patri Jornet 25' 43' · Alicia Morell 27' 48' · Txitxo 40' 50' | Reporte           | Patri Manzano 10' 40' · Sofía Vieira 39' | Asistencia: 350 espectadores Árbitro(s): Aitor Felipe Igor Gereta | Asistencia: 350 espectadores Árbitro(s): Aitor Felipe Igor Gereta |

### Final
| -           | Bandera de España | Vane Barberá    |  |
| -           | Bandera de España | Leti            |  |
| -           | Bandera de España | Patri Chamorro  |  |
| -           | Bandera de España | Laura Fernández |  |
| 11          | Bandera de Brasil | Fabi            |  |
| Entrenador: | Entrenador:       | Héctor Posse    |  |

| -           | Bandera de España | Sonia Bernal    |  |
| -           | Bandera de España | Andrea Lacampre |  |
| -           | Bandera de España | Alicia Morell   |  |
| -           | Bandera de España | Susana          |  |
| -           | Bandera de España | Beatriz Martín  |  |
| Entrenador: | Entrenador:       | Carlos Moreno   |  |

| - | Bandera de España | Eva Manguán  |  |
| - | Bandera de España | Anita Luján  |  |
| - | Bandera de España | Pitu         |  |
| - | Bandera de Brasil | Raquel Souza |  |

| - | Bandera de España | Patricia Jornet |  |
| - | Bandera de España | Txitxo          |  |
| - | Bandera de España | Vanessa         |  |
| - | Bandera de España | Noelia          |  |

| Anotado | 1'  | Fabi            | 1-0 |
| Anotado | 33' | Laura Fernández | 2-1 |

| Anotado | 6' | Patricia Jornet | 1-1 |

| Amonestado |  | Fabi |  |

| Amonestado |  | Alicia |  |

| -           | Bandera de España | Vane Barberá    |  |
| -           | Bandera de España | Leti            |  |
| -           | Bandera de España | Patri Chamorro  |  |
| -           | Bandera de España | Laura Fernández |  |
| 11          | Bandera de Brasil | Fabi            |  |
| Entrenador: | Entrenador:       | Héctor Posse    |  |

| -           | Bandera de España | Sonia Bernal    |  |
| -           | Bandera de España | Andrea Lacampre |  |
| -           | Bandera de España | Alicia Morell   |  |
| -           | Bandera de España | Susana          |  |
| -           | Bandera de España | Beatriz Martín  |  |
| Entrenador: | Entrenador:       | Carlos Moreno   |  |

| - | Bandera de España | Eva Manguán  |  |
| - | Bandera de España | Anita Luján  |  |
| - | Bandera de España | Pitu         |  |
| - | Bandera de Brasil | Raquel Souza |  |

| - | Bandera de España | Patricia Jornet |  |
| - | Bandera de España | Txitxo          |  |
| - | Bandera de España | Vanessa         |  |
| - | Bandera de España | Noelia          |  |

| Anotado | 1'  | Fabi            | 1-0 |
| Anotado | 33' | Laura Fernández | 2-1 |

| Anotado | 6' | Patricia Jornet | 1-1 |

| Amonestado |  | Fabi |  |

| Amonestado |  | Alicia |  |

| Comunidad de Madrid                      |
| Campeón Encofra Navalcarnero 2.do título |

## Estadísticas

### Tabla de goleadoras
| Puesto                                      | Jugadora        | Equipo                | Goles |
| ------------------------------------------- | --------------- | --------------------- | ----- |
| 1                                           | Patri Jornet    | Femesala Elche        | 4     |
| 2                                           | Laura Fernández | Atlético Navalcarnero | 3     |
| 2                                           | Patri Chamorro  | Atlético Navalcarnero | 3     |
| 2                                           | Patri Manzano   | Móstoles              | 3     |
| 2                                           | Bea Seijas      | Ponte Ourense         | 3     |
| Última actualización: 3 de febrero de 2024. |                 |                       |       |